# 大田義実
大田 義実（おおた よしみ）は、日本の実業家。企業再建などを手掛け、サンテレホン代表取締役社長、ミヤコ化学代表取締役社長、VAIO代表取締役社長、バイテックグローバルエレクトロニクス取締役会長等を歴任。

## 人物・経歴
東京都出身。1976年一橋大学商学部を卒業し、ニチメン（現双日）に入社。同社でエネルギー投資、機械販売に従事。石炭鉱石部部長を経て、1999年ブラジル現地法人社長、2002年経営企画部長、2003年執行役員機械・金属カンパニー長。
2004年合併後の双日の常務執行役員に就任。2005年常務執行役員中国総代表。中国総代表兼双日中国会社董事長兼双日中国会社総経理兼双日上海会社董事長兼双日大連会社董事長兼双日天津会社董事長兼双日青島会社董事長兼双日広州会社董事長兼双日香港会社董事長兼北京駐在員事務所長を経て、2008年双日ロジスティクス取締役副社長。2010年からサンテレホン代表取締役社長を務め同社の再生にあたり、2014年からはミヤコ化学代表取締役社長として、同社再生にあたった。
日本産業パートナーズにスカウトされる形で、赤字が続いていたVAIO代表取締役社長を2015年から務め、設計エンジニアにも技術営業を行わせるなどした営業の強化や、海外販売やEMSを開始するなどし、大幅な増収増益により2期連続の黒字化を達成した。2017年バイテックグローバルエレクトロニクス取締役会長。